# Villa romana di Cambre

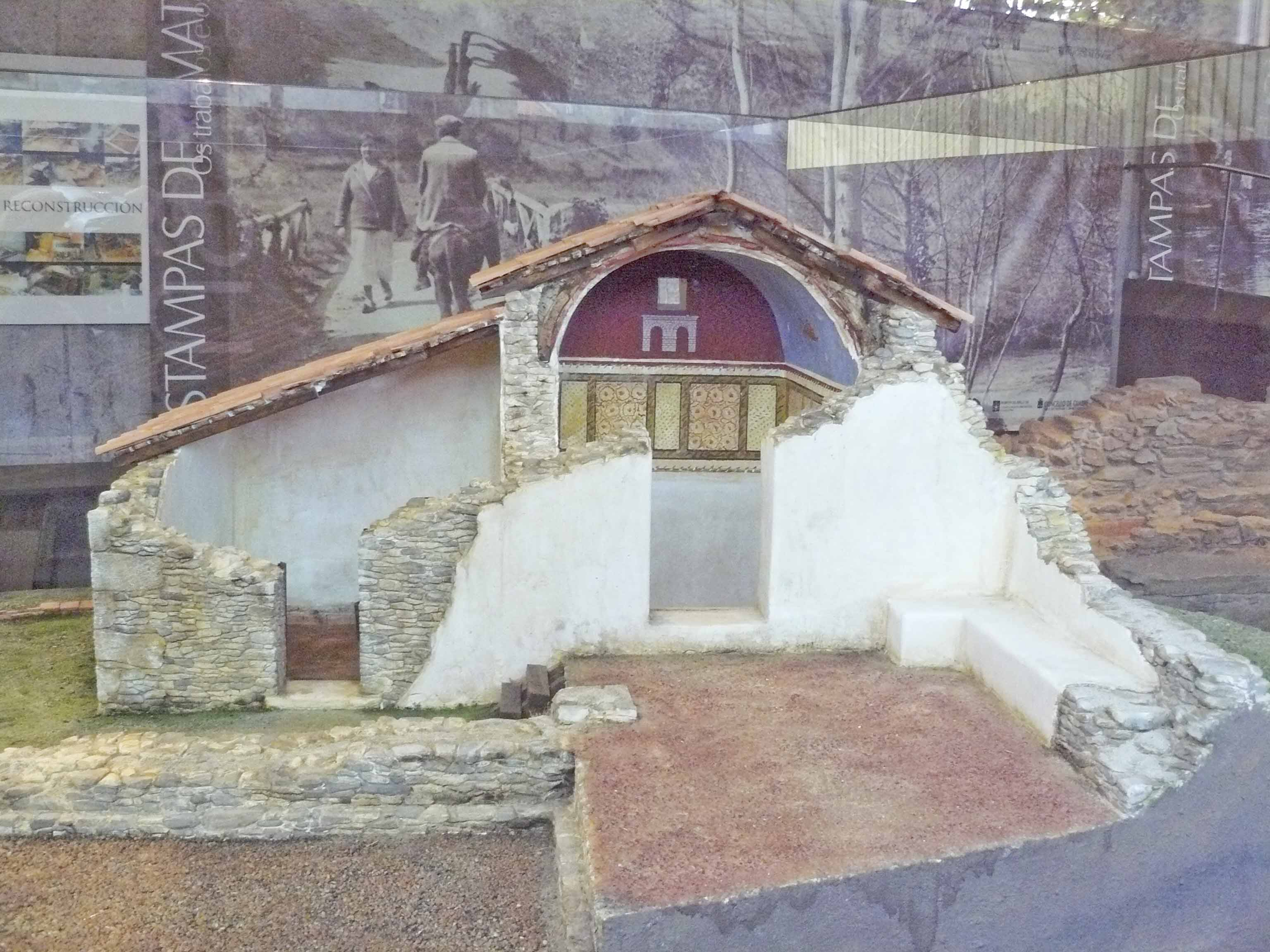
Plastico ricostruttivo dei resti della villa romana di Cambre nel Museo archeologico locale.

La villa romana di Cambre è una villa romana rurale datata tra il II e il IV secolo d.C.,  i cui resti si trovano presso il comune di Cambre, in Galizia (Spagna).
I resti della villa furono scoperti casualmente nel 1998, durante i lavori per la realizzazione di edifici per abitazione, e sono stati inseriti nella "Rete galliziana del patrimonio archeologico" (Rede galega do patrimonio arqueolóxico).
Il sito archeologico si trova tra l'insediamento dell'antico castrum e il monastero di Santa Maria, la cui chiesa romanica era sorta in parte sopra i resti archeologici. I resti furono trasferiti dal luogo di ritrovamento ad uno spazio integrato nel museo archeologico di Cambre: un primo ambiente ospita le vetrine con i ritrovamenti (frammenti di ceramica sigillata e resti di intonaco con tracce di affreschi), mentre in un secondo spazio sono stati inseriti i resti delle strutture murarie e un plastico ricostruttivo.
Le strutture rinvenute appartenevano ad un piccolo impianto termale e sono costruite in opera incerta. L'ambiente termale era un piccolo frigidarium a pianta rettangolare, coperto a volta e dotato di vasca ricoperta in signino colorato di bianco. La volta era ornata da soggetti marini affrescati. La presenza di una canalizzazione ha permesso di ipotizzare la presenza di una latrina.
Il ritrovamento più significativo è rappresentato dai resti di pittura murale. Sulla volta del frigidarium era rappresentato il mare di colore azzurro con elementi di fauna marina (diverse specie di pesci e il tentacolo di un polipo). Le pareti erano decorate da motivi geometrici su stucco (cassettoni con rombi, cerchi, triangoli e motivi vegetali). La pittura trova confronti con altri recenti ritrovamenti a Lugo e a La Coruña, tanto da far supporre l'esistenza di un'officina pittorica con sede proprio in Galizia.